# Tremblecourt
Tremblecourt ist eine französische Gemeinde mit 158 Einwohnern (Stand: 1. Januar 2022) im Département Meurthe-et-Moselle in der Region Grand Est (vor 2016: Lothringen). Sie gehört zum Arrondissement Toul und zum Kanton Le Nord-Toulois. Die Einwohner werden Tremblecourtois genannt.

## Geografie
Tremblecourt liegt etwa 25 Kilometer nordwestlich von Nancy. Umgeben wird Tremblecourt von den Nachbargemeinden Domèvre-en-Haye im Westen und Norden, Rogéville im Osten sowie Manoncourt-en-Woëvre im Süden. 

## Bevölkerungsentwicklung
| Jahr                       | 1962 | 1968 | 1975 | 1982 | 1990 | 1999 | 2006 | 2019 |
| Einwohner                  | 189  | 172  | 175  | 199  | 167  | 152  | 185  | 165  |
| Quellen: Cassini und INSEE |      |      |      |      |      |      |      |      |

## Sehenswürdigkeiten
- Kirche Saint-Epvre aus dem 15. Jahrhundert
- Reste der Burg aus dem 13. Jahrhundert

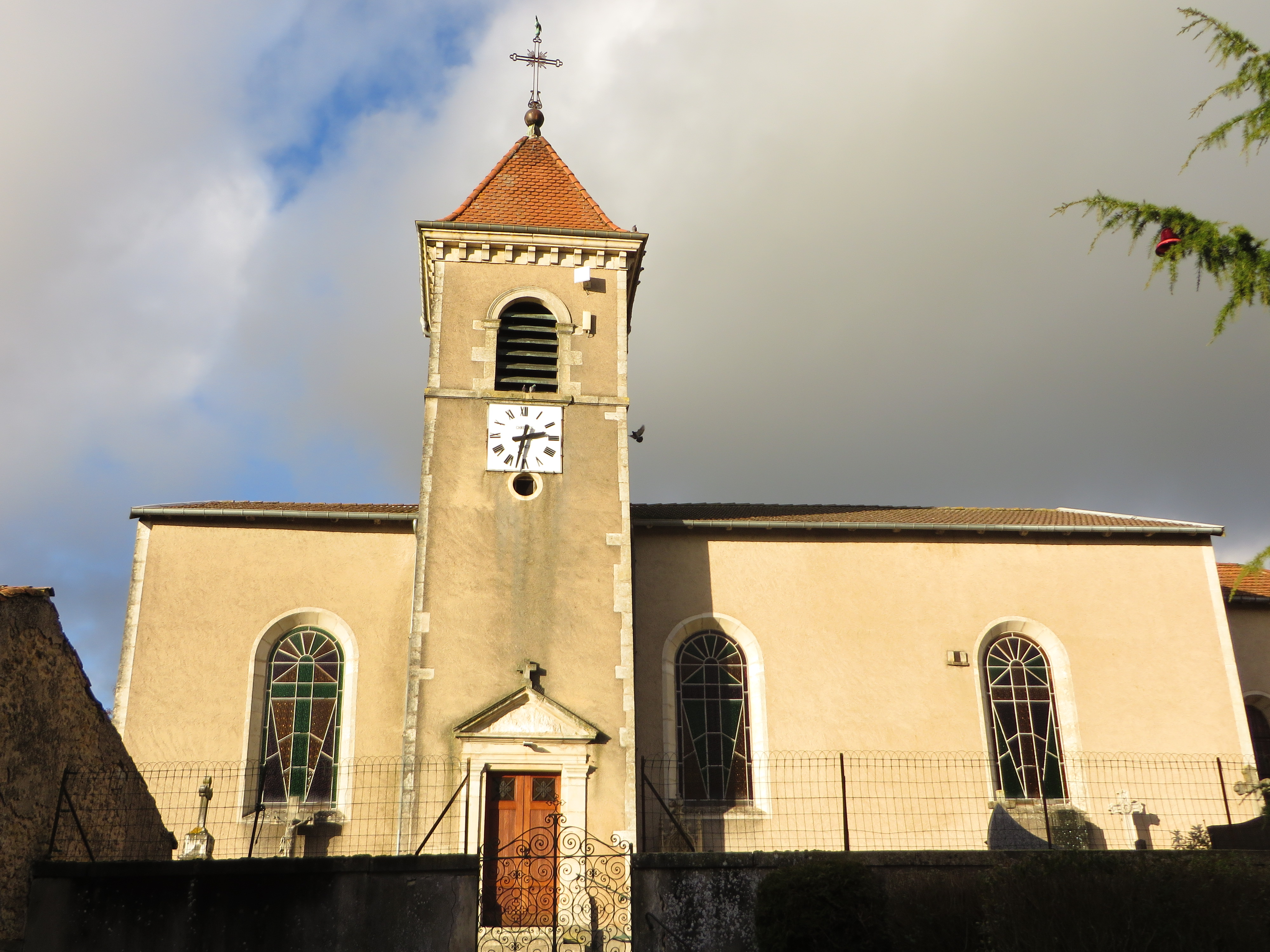
Kirche Saint-Epvre